# Bleckert Lindman
Carl Salomon Bleckert Lindman, född 19 december 1823 i Motala, död 28 juli 1909 i Stockholm, var en svensk apotekare och ämbetsman. Han var bror till Achates Lindman och farbror till Arvid Lindman.
Bleckert Lindman var son till ryttmästaren Salomon Lindman. Han blev apotekselev 1837, avlade farmacie studiosiexamen 1841 och apotekarexamen 1844. Lindman förestod filialapoteket i Motala 1844–1850, varefter han bland annat studerade kemi i Stockholm. 1854–1856 var anställd vid Telegrafverket och befordrades där till kommissarie. 1856–1863 var Lindman innehavare av Apoteket Kronan i Stockholm. 1855 inträdde han i Mynt- och kontrollverket, där han 1866 blev kontrollör, och vid verkets delning 1877 blev han tillförordnad kontrolldirektör, 1878 ordinarie kontrolldirektör och chef för Kontrollverket. Han avgick 1891. Lindman var även lärare vid Farmaceutiska institutet 1858–1861, lärare vid Slöjdskolan 1868–1870 och vid Sjökrigsskolan 1868–1878. 
Även sedan han lämnat apotekarbanan bibehöll han sitt farmaceutiska intresse, och bidrog starkt till den svenska farmacins utveckling. 1866–1897 utgav han Farmaceutisk tidskrift, där han själv flitigt medarbetade med vetenskapliga uppsatser och artiklar i yrkesfrågor. Han tillhörde Apotekarsocietetens styrelse 1857–1863 och var bland annat ordförande i Farmaceutiska föreningen 1875–1878 och 1882–1885. Lindman är begravd på Norra begravningsplatsen utanför Stockholm.